# マーキュリー・カプリ

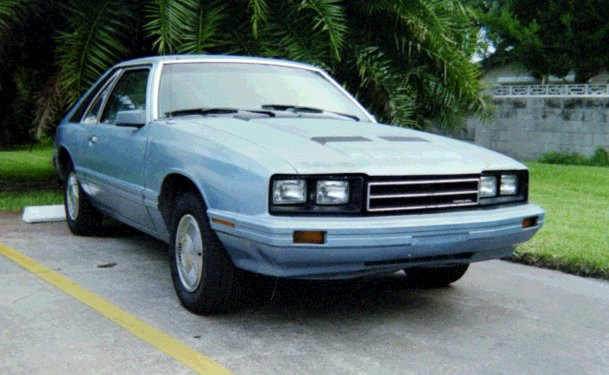
マーキュリー・カプリ（1983年）

マーキュリー・カプリ（Mercury Capri ）はフォードがかつて生産していたマーキュリーディビジョン向けのクーペである。

## 初代（1970年 - 1977年）

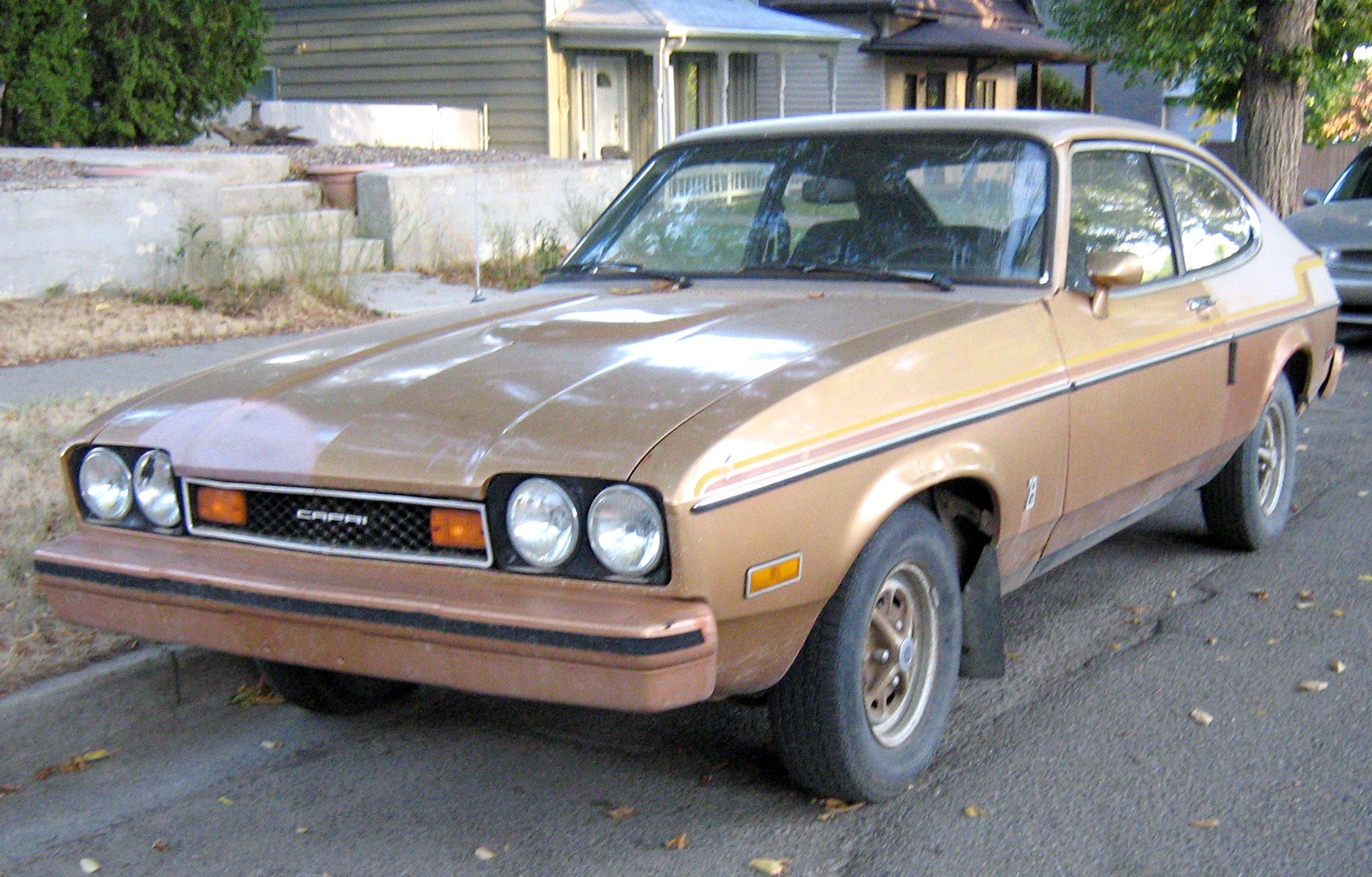
初代カプリ

ドイツフォードにて開発された2ドアクーペのフォード・カプリを、1970年4月からアメリカ市場にてリンカーンおよびマーキュリー販売店で販売開始。車体にはマーキュリーやリンカーンであることを示すバッジやエンブレム等はなく、単に「CAPRI」とだけ書かれたエンブレムが装着されており、フォードでもマーキュリーでもリンカーンでもないブランドなしの位置付けで販売されていたが、便宜上「マーキュリー・カプリ」と呼ばれていた。これは、アメリカ市場では同クラスにマスタングやピントが存在するため、フォードブランドではなくマーキュリーの販売網で販売することで競合を避ける意味合いもあった。この販売方法を元に、フォードはヨーロッパ製フォード車を北米で販売するためのブランド「メルクール(Merkur)」を1985年に設立することになる。

## 2代目（1979年 - 1986年）

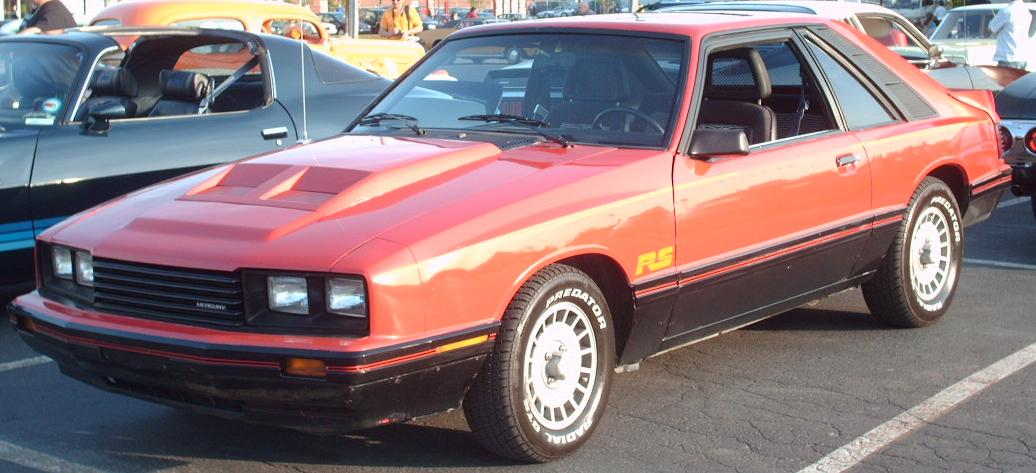
2代目カプリ

1979年に発表。同年に発表された3代目マスタングのマーキュリー版である。それまでマスタングの姉妹車であったマーキュリー・クーガーが1974年にフルモデルチェンジした際に、フォード・フェアレーンのプラットフォームベースへ格上げされたことと、ヨーロッパより輸入されていた初代カプリを販売中止してアメリカ独自モデルとするために企画された。プラットフォームはフォード・フォックス・プラットフォーム (Ford Fox platform) を使用している。
マスタングは2ドアと3ドアが用意されていたのに対し、カプリは3ドアのみであった。マスタング3ドアとはフレームが同一であるため、外見上の差異はフェンダー、ボンネットほか装飾部品にとどまる。インテリアはマーキュリーにふさわしくマスタングより豪華な仕様とされていた。
1983年のマイナーチェンジではリアゲートドアが設計変更された。これはドアフレームに基本的な変更はないが、後端まで延長された窓枠にバブルバックと呼ばれるわずかに膨らんだガラスをはめた専用品である。
エンジンは2.3リッター直列4気筒SOHC、2.3リッター直列4気筒SOHCターボ、V型6気筒OHVや5.0リッター、直列6気筒OHVなどがオプション設定されていた。年式により搭載されるエンジンには何度か変更が加えられているが、これは基本的にマスタングの変更に準じたものである。ターボは1984年モデルを最後に生産終了している。
2代目カプリはかつてのマスタングとクーガーの関係と比較して、性格付けやグレード構成なども含めて差別化ができていたとは言い難く、販売成績は不調であった。そのためマスタングが1993年まで改良・小変更を加えながら生産されたのとは対照的に、1986年モデルを最後に生産を終了した。

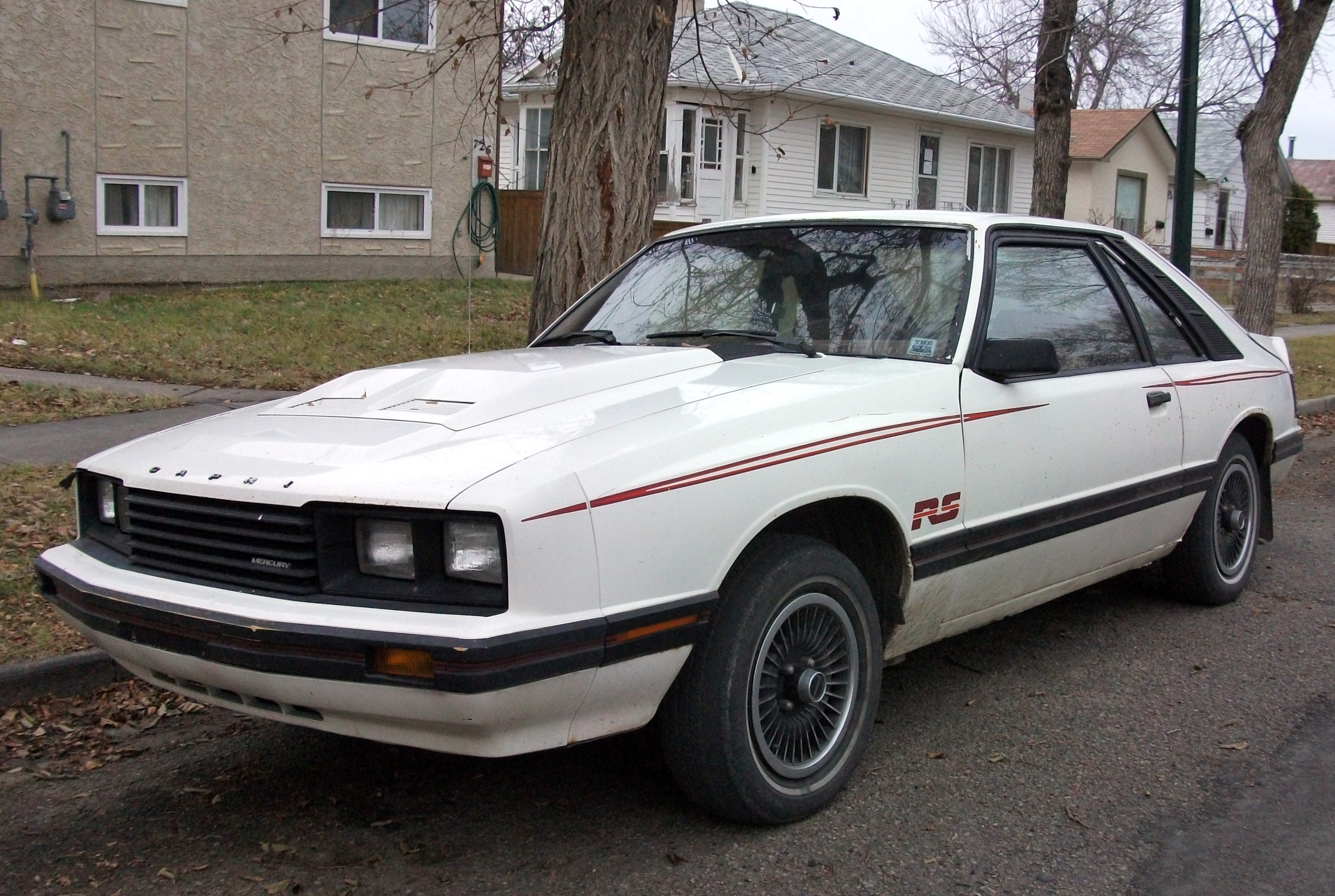
前期型
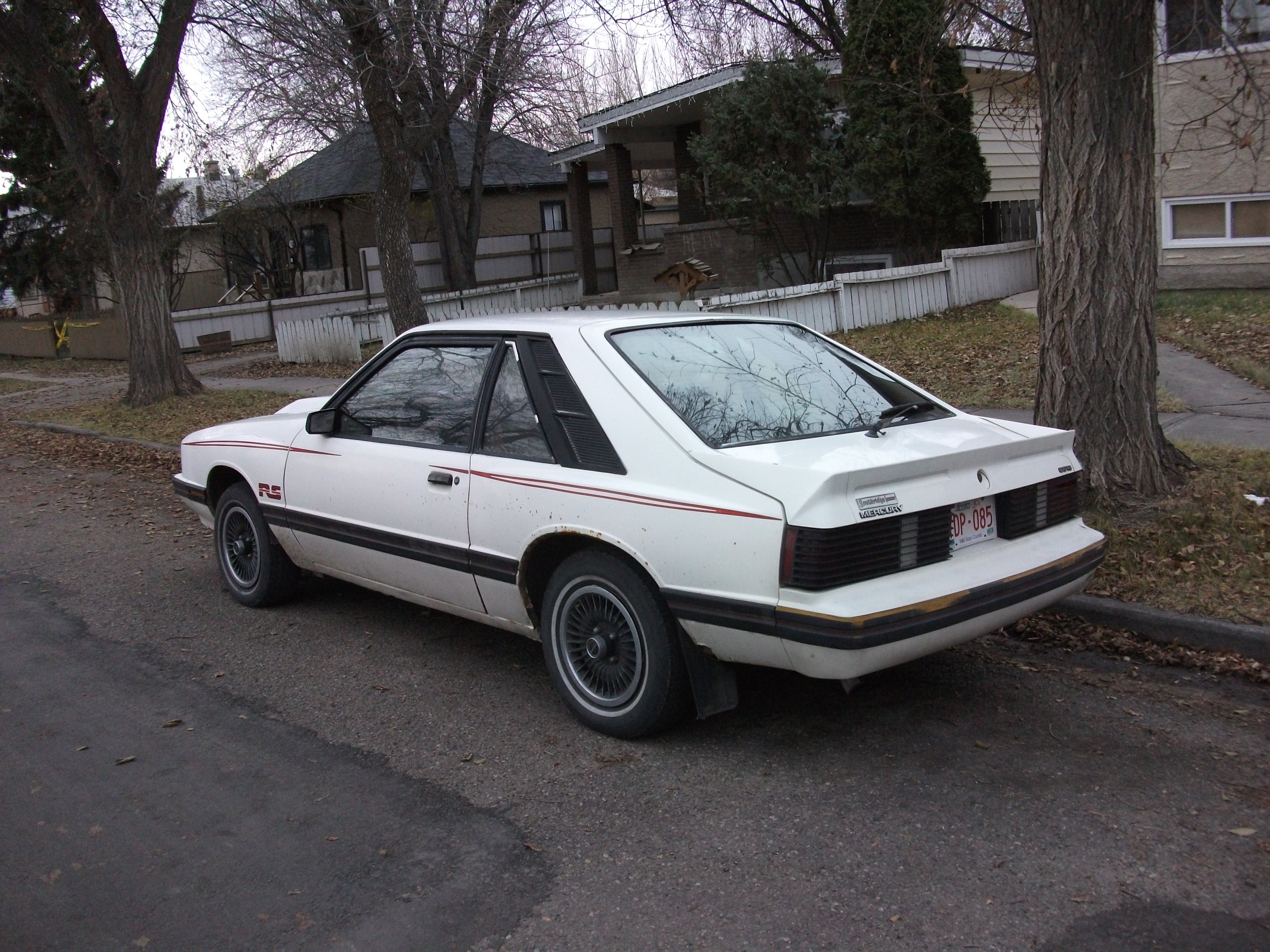
前期型(リア)
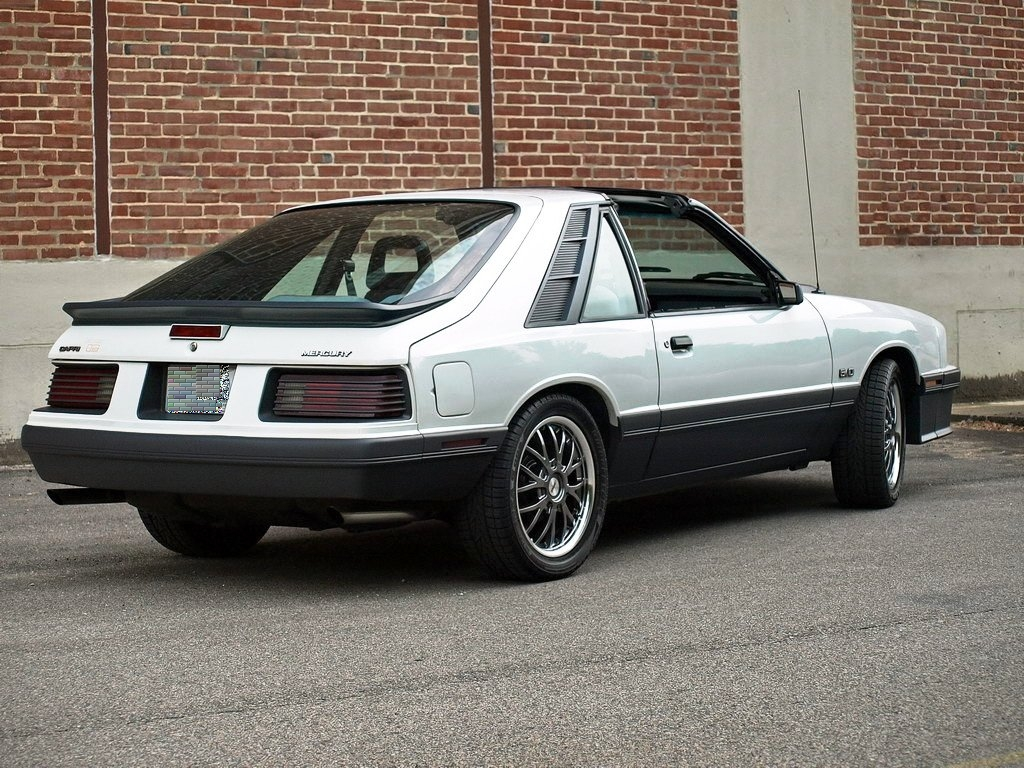
1983年型以降のバブルバック

## 3代目（1991年 - 1994年）

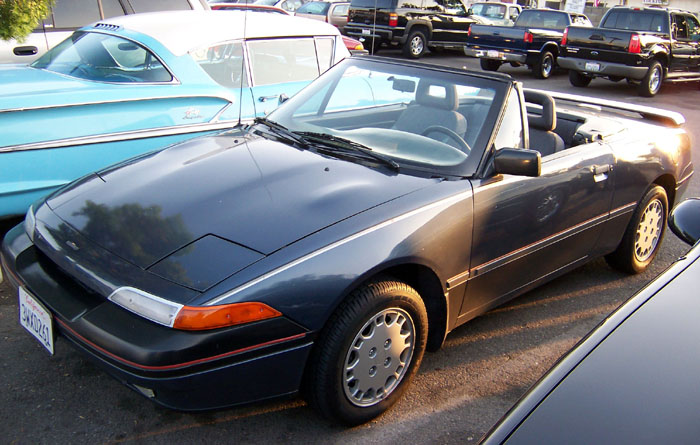
3代目カプリ

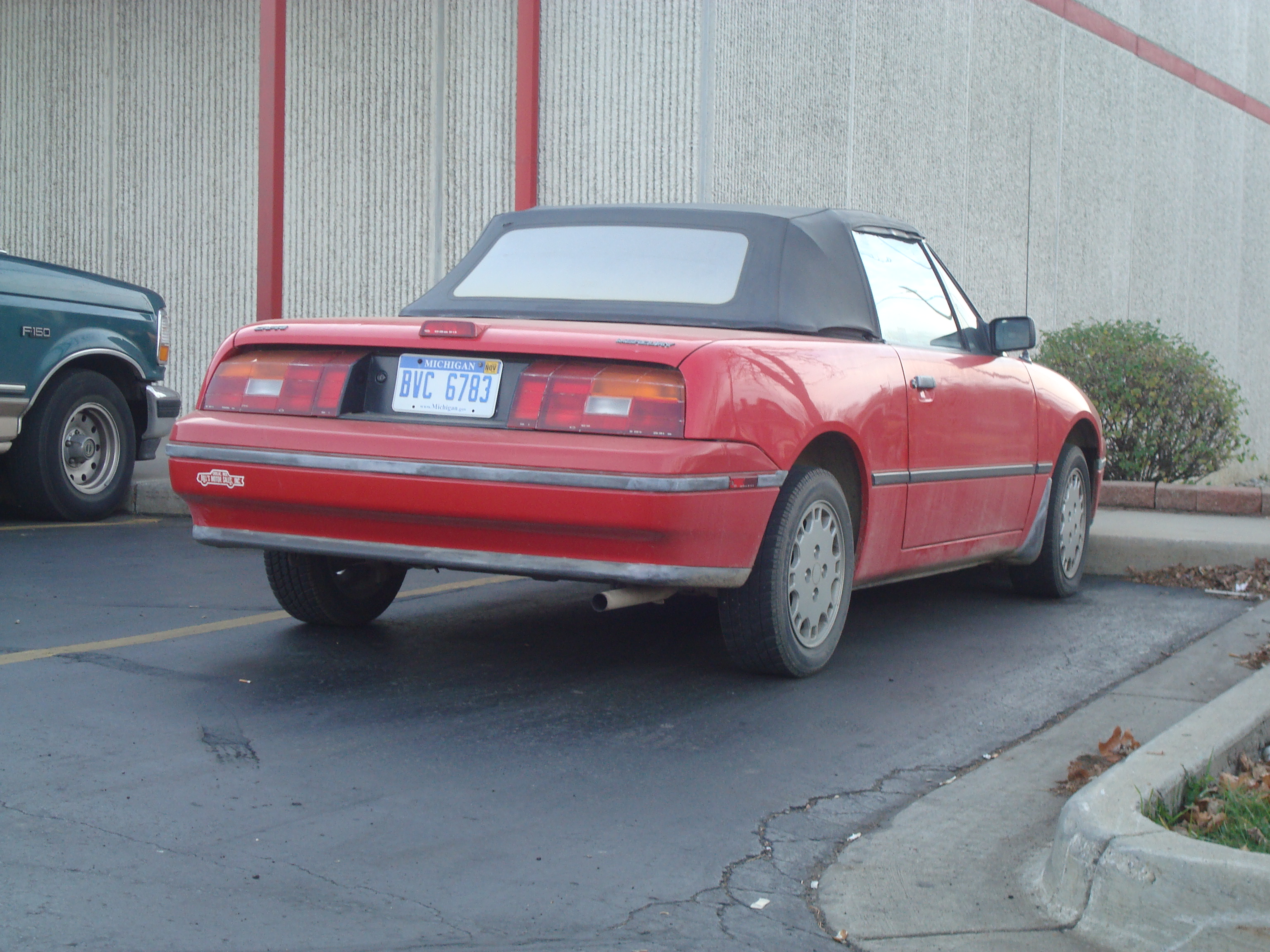
リア

1990年に発表され、1991年モデルとして発売。1989年よりフォード・オーストラリアで生産が開始された3代目フォード・カプリを北米に投入したもので、BF型マツダ・ファミリア／フォード・レーザーとプラットフォームを共用する前輪駆動車となった。ボディは2+2レイアウトの4シーター・オープンカーで、デザインはカロッツェリア・ギアが担当し、リトラクタブル・ヘッドライトの下にマーカーランプが配置された個性的なフロントマスクが特徴。
オーストラリアでフォード・カプリがデビューした1989年には、マツダ・MX-5ミアータ（日本名：ユーノスロードスター）やロータス・エランなどの2シーターオープンカーが登場している。そのためアメリカ市場への投入が1990年後半とライバル車に比べ遅かったこともあり、カプリは常に影の薄い存在であった。しかしライバルよりも安価で、4シーターであることやこの種の車としては珍しく長物も搭載可能な大きめなトランクスペースを持つなど、独自の特徴も持っていた。
しかし、市場への投入が遅れたこともあって販売実績は振るわず、1994年モデルを最後に早々と販売終了している。